# Clúvia Faucula
Clúvia Faucula o Cluvis (en llatí Cluvia Facula o Facula Cluvia), va ser una cortesana de Càpua que va viure en temps de la Segona Guerra Púnica. Pertanyia a la família dels Cluvi, una gens important de la Campània.
Es va guanyar l'estimació dels romans donant secretament menjar als presoners de l'exèrcit romà detinguts a Càpua. Quan la ciutat va ser conquerida l'any 210 aC el senat romà, per un decret especial, li va restaurar la seva propietat i llibertat.